# Капёнкин, Всеволод Георгиевич
Всеволод Георгиевич Капенкин — генеральный директор ОАО "НПП «Пирамида», лауреат Государственной премии СССР (1984).

## Биография
Родился 16.08.1937 в Ленинграде.
Окончил Ленинградский механический институт (1966). Некоторое время работал инженером в НИИ радиоэлектроники.
С 1967 г. — на Головном производственно-техническом предприятии МРП СССР (Москва): старший инженер-настройщик, ведущий инженер-настройщик, главный инженер-настройщик, с 1973 г. главный инженер объекта, с 1976 начальник объекта, зам. начальника управления.
С 1980 по 1994 г. — на Ленинградском Производственно-техническом предприятии (ЛПТП) МРП СССР: начальник объекта, с 1982 г. главный инженер, в 1988—1992 гг. зам. директора по производству, в 1992—1995 гл. инженер. (С 27.02.1980 г. по 23.01.1992 г. — Ленинградское производственно-техническое предприятие концерна «Гранит» (ЛПТП концерна «Гранит»). С 23.01.1992 г. по 25.12.1993 г. — Государственное производственно-техническое предприятие «Пирамида» (ГПТП «Пирамида»). С 25.02.1993 г. по 24.06.1994 г. — Санкт-Петербургское научно-производственное предприятие «Пирамида» Межгосударственной акционерной корпорации «Вымпел» (НПП "Пирамида МАК «Вымпел»)).
С 1995 г. в ОАО НПП «Пирамида»: директор по оборонным программам — первый зам. генерального директора, с 1998 по 2007 г. генеральный директор. В настоящее время (2020) — председатель Совета директоров.
Участник создания РЛС «ДАРЬЯЛ» и «ДАРЬЯЛ-У».
Кандидат технических наук. Зав. кафедрой БИ4 — Радиоэлектронные системы спец. назначения БГТУ «Военмех» им. Д. Ф. Устинова.
Лауреат Государственной премии СССР (1984). Награждён орденом «Знак Почёта» (1978). Почётный радист (2003).